# Seconda serata
Con l'espressione seconda serata viene indicata, in ambito televisivo, la fascia oraria successiva alla prima serata, che inizia verso le 23:00.

## La seconda serata in Italia
In Italia la seconda serata, almeno fino agli anni ottanta, iniziava verso le 22:00-22:30, in quanto la prima serata aveva inizio intorno alle 20:00-20:30. Dalla fine degli anni novanta, con lo slittamento della prima serata alle 21:00-21:30, dovuto alla creazione della fascia chiamata access prime time (20:30-21:30), la seconda serata inizia verso le 23:00-23:30.
Il palinsesto della seconda serata è occupato soprattutto da film o telefilm vietati ai minori di 14 anni che non possono essere trasmessi in fascia protetta. Molti programmi di successo, come Zelig e Colorado, sono partiti dalla seconda serata per poi essere promossi in prima serata visti i buoni ascolti. Anche alcuni programmi della Rai avevano successo in seconda serata come Made in Sud, Quark (poi spostato in prima serata con il nome di Superquark) o Quelli della notte.

## La seconda serata negli altri Paesi
L'orario d'inizio della seconda serata è pressoché identico a quello italiano, fatta eccezione per la Spagna ed il Portogallo, la cui seconda serata inizia verso le 24:00 perché gli orari di inizio della prima serata sono posticipati. Sono identici anche il genere di programmi in onda e il target cui sono rivolti.

## La terza serata
La terza serata è la fascia che inizia in orario inoltrato, verso le 00:00-01:00, e precede la fascia notturna. Questa fascia oraria, con lo spostamento più in là delle altre fasce orarie, è ormai andata in disuso, in quanto questo lasso di tempo è oramai occupato dalla seconda serata.